# Balaklava
Balaklava o Balaclava (in russo Балаклава?; in ucraino Балаклава?), è una frazione di Sebastopoli, città ucraina occupata della Federazione Russa dal febbraio 2014, e antica città della penisola di Crimea.

## Geografia
La cittadina si estende lungo l'entroterra collegato all'omonima baia che caratterizza il porto circondato da dei monti.

## Storia
Fu un porto medioevale genovese, con il nome di Cembalo. Per questa ragione sono ancora visibili i resti delle fortificazioni genovesi tra le colline a sud est. È nota anche per essere stata il teatro nel 1854 della battaglia di Balaklava, combattuta durante la guerra di Crimea.
È stata una città a sé stante fino al 1957, quando fu incorporata nel territorio comunale di Sebastopoli dal governo sovietico. È anche un centro amministrativo del Raion Balaklava che è stato parte dell'Oblast' di Crimea (1945-1991). Nel corso della guerra fredda venne installata una base sottomarina sovietica oggi sede di un museo.
Divenuta parte dell'Ucraina dopo lo scioglimento dell'URSS, dall'annessione della Crimea da parte della Federazione Russa nel 2014, non riconosciuta a livello internazionale, Balaklava, insieme al resto della Crimea, è amministrata dalla Russia. 
Il 12 novembre 2017 è avvenuto lo strano fenomeno di un'invasione anomala di meduse, che hanno coperto totalmente la superficie acquea della baia di Balaklava.
Nel 2019 le autorità russe hanno concesso a Balaklava lo status di città, all'interno di Sebastopoli.

## Attrazioni turistiche
La cittadina è un luogo tranquillo dove trascorrere alcuni giorni in serenità. I turisti che vi sostano sono attratti dal museo dei sottomarini e dalla fortezza genovese Cembalo nonché dalla possibilità di vedere il vicino campo della battaglia di Balaklava.

## Infrastrutture e trasporti
La città è collegata solo con Sebastopoli tramite un servizio bus.

## Economia
La cittadina possedeva un tempo un'economia che si sussisteva grazie all'ingombrante presenza della base militare sovietica dei sottomarini. Al termine della guerra fredda e con lo smantellamento della base la città si è man mano trasformata in un porto da pesca per piccole imbarcazioni e di un turismo trainato dalla presenza delle vicine spiagge e dai monumenti.